# Tomoko Hamakawa
Tomoko Hamakawa (浜川 智子, Hamakawa Tomoko) née le 22 juillet 1947 et morte le 12 mars 2012 est une actrice japonaise.

## Biographie
Tomoko Hamakawa est apparue dans une trentaine de films au cinéma entre 1964 et 1973, essentiellement à la Nikkatsu, d'abord sous son vrai nom, Tomoko Hamakawa, puis sous le nom de scène de Kaoru Hama à partir de 1969,.

## Filmographie partielle

### Au cinéma
- 1964 : Kuroi kaikyo (黒い海峡?) de Mio Ezaki
- 1965 : Kanashiki wakare no uta (悲しき別れの歌?) de Katsumi Nishikawa
- 1965 : Yoake no uta (夜明けのうた?) de Koreyoshi Kurahara

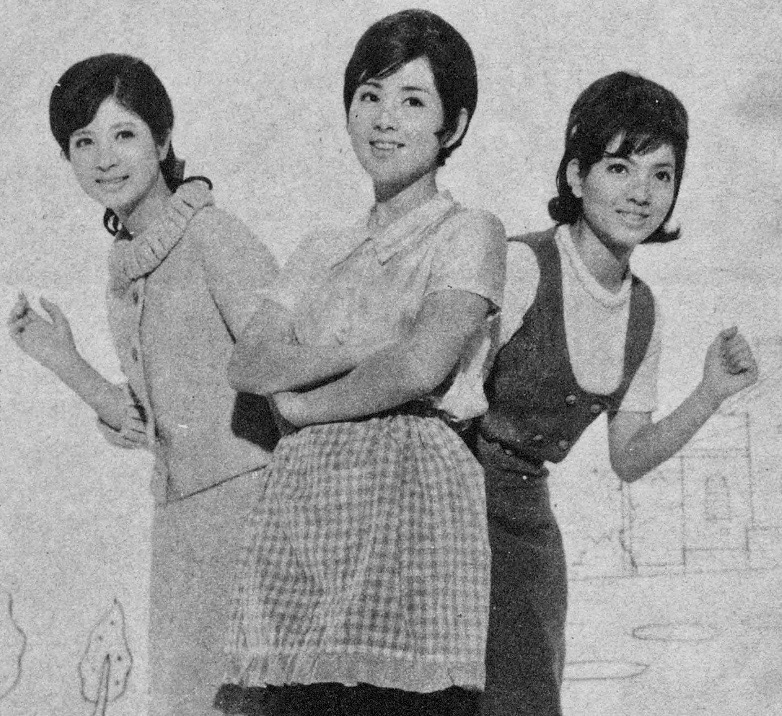
Chieko Matsubara, Sayuri Yoshinaga et Tomoko Hamakawa dans Seishun no otōri: Aishite naite tsuppashire (1966).

- 1965 : Seishun no otōri (青春のお通り?) de Kenjirō Morinaga : Hisako Aoyagi
- 1965 : Yarō ni kokkyō wa nai (野郎に国境はない?) de Kō Nakahira
- 1965 : Kekkon sōdan (結婚相談?) de Kō Nakahira
- 1965 : Yottsu no koi no monogatari (四つの恋の物語?) de Katsumi Nishikawa
- 1966 : Le Joueur en noir, le coup du diable (黒い賭博師 悪魔の左手, Kuroi tobakushi: Akuma no hidarite?) de Kō Nakahira
- 1966 : Les Tueuses en collants noirs (俺にさわると危ないぜ, Ore ni sawaru to abunaize?) de Yasuharu Hasebe : Natsuko
- 1966 : Aishū no yoru (哀愁の夜?) de  Katsumi Nishikawa
- 1966 : Le Vagabond de Tokyo (東京流れ者, Tōkyō nagaremono?) de Seijun Suzuki : Mutsuko
- 1966 : Seishun no otōri: Aishite naite tsuppashire (青春のお通り 愛して泣いて突っ走れ?) de Buichi Saitō : Hisako Aoyagi
- 1966 : Hone made aishite (骨まで愛して?) de Buichi Saitō
- 1966 : Watashi, chigatteiru kashira (私、違っているかしら?) d'Akinori Matsuo
- 1966 : Anata no inochi (あなたの命?) de Buichi Saitō
- 1966 : Cœur de Hiroshima (愛と死の記録, Ai to shi no kiroku?) de Koreyoshi Kurahara
- 1966 : Asia-Pol (アジア秘密警察, Ajia himitsu keisatsu?) d'Akinori Matsuo : la sœur d'Akiko
- 1967 : Koi no highway (恋のハイウエイ?) de Buichi Saitō
- 1967 : Inochi shirazu no aitsu (命しらずのあいつ?) d'Akinori Matsuo
- 1967 : Sabita pendanto (錆びたペンダント?) de Mio Ezaki
- 1968 : Hana no koibitotachi (花の恋人たち?) de Buichi Saitō
- 1968 : Hoshikage no hatoba (星影の波止場?) de Shōgorō Nishimura
- 1968 : Ā himeyuri no tō (あゝひめゆりの塔?) de Toshio Masuda
- 1968 : Sanbiki no akutō (三匹の悪党?) d'Akinori Matsuo
- 1970 : Yakuza deka: Marifana mitsubai soshiki (やくざ刑事 マリファナ密売組織?) de Yukio Noda (ja) : Ayako Maki
- 1973 : Konketsuji Rika: Hitoriyuku sasuraitabi (混血児リカ ひとりゆくさすらい旅?) de Kō Nakahira

### À la télévision
- 1969 : Profighter (プロファイター, Puro faitā?)
- 1969-1974 : Play Girl (プレイガール, Purei gāru?)